# Mälar 25
Mälar 25 är en M-båt  mälarbåt med 25 kvadratmeter segelyta i "krysstället". Båten konstruerades 1947, då Mälarens seglarförbund ville ha en ny tidsenlig entypsbåt som alternativ till Mälar 30an.  Den har ett kravellbyggt skrov i furu eller mahogny på trä och vart tredje är galvaniserade stålspant. Däcket kan bestå av teak, oregon pine, plywood eller ribb av furu med duk. Masten är ihålig och byggd av gran  pine/furu alternativt spruce och kölen rymmer 75 liter slagvatten och är bultad till kölplankan med 16 par korta kölbultar 5/8 den  består av gjutjärn. Förutom storsegel förs antingen fock eller genua. Mälar 25 seglar till skillnad från Mälar 22 och Mälar 30 med spinnaker. Ruffen rymmer fyra kojer.
Riksmästerskap anordnas tillsammans med de andra mälarbåtsklasserna Mälar 22 och Mälar 30.  